# Université d'État de Kent
L'université d'État de Kent (Kent State University) est une université américaine située dans la ville de Kent, dans l'Ohio, aux États-Unis. C'est l'une des trois plus grandes universités de son État, rassemblant plus de 29 000 étudiants en cycle undergraduate. L'université possède un campus principal d'une superficie de cinq km², ainsi que sept autres campus pour chaque discipline enseignée.

## Historique

### Fusillade
Le 4 mai 1970, des membres de la Garde nationale de l'Ohio tirèrent sur des étudiants de l'université ; quatre élèves périrent à la suite de l'incident et neuf furent blessés.

## Personnalités liées à l'université

### Professeurs
- Robert J. Bertholf

## Étudiants
- Phoebe Beasley